# Vanessa Hudgens
Vanessa Anne Hudgens, ameriška filmska, gledališka in televizijska igralka, pevka ter plesalka, * 14. december 1988, Salinas, Kalifornija, Združene države Amerike.
Vanessa Hudgens je najbolj prepoznavna po vlogi lika Gabrielle Montez v seriji filmov Srednješolski muzikal. Veliko pozornosti s strani filmskih kritikov je dobila tudi, ko je leta 2009 zaigrala v filmu Bandslam
Kot igralka se je Vanessa Hudgens pojavila v številnih televizijskih serijah, kot so Peterčki, Still Standing, Paglavca v hotelu, The Brothers García in Drake & Josh. Svojo prvo filmsko vlogo je dobila leta 2003, ko je kot Noel zaigrala v filmu Trinajsletnici poleg Holly Hunter, Nikki Reed in Evan Rachel Wood.
Njen prvi glasbeni album, V, je izšel 26. septembra 2006. Album se je uvrstil na štiriindvajseto mesto lestvice Billboard 200, kasneje pa prejel zlato certifikacijo. Svoj drugi glasbeni album, Identified, je izdala 1. julija 2008.
Slavo Vanesse Hudgens je zaznamovalo tudi obdobje, ko so preko interneta brez njenega dovoljenja objavili njene privatne fotografije, na katerih je posnela samo sebe golo. Fotografije so seveda povzročile velik škandal, najprej leta 2007 in nato ponovno leta 2009.

## Zgodnje življenje in začetek kariere
Vanessa Anne Hudgens se je rodila v Salinasu, Kalifornija, Združene države Amerike, kot hči pisarniške uslužbenke Gine (rojene Guangco) in gasilca Gregoryja Hudgensa. Med otroštvom je živela povsod po West Coastu - od Oregona do južne Kalifornije. Vzgojena je bila v duhu rimskokatoliške cerkve in ima mlajšo sestro Stello, ki je tudi igralka. Ima zelo mešane korenine: po očetovi strani ima za prednike ameriške staroselce in Irce, po mamini pa Filipince, Špance in Kitajce. Vsi njeni stari starši so bili po poklicu glasbeniki.
Z osmimi leti je Vanessa Hudgens začela prepevati v glasbenih gledališčih in se pojavila v lokalnih produkcijah iger Čarovnik iz Oza, Carousel, The Music Man, Pepelka in The King and I poleg drugih. Dve leti po začetku svoje kariere se je z družino preselila v Los Angeles, saj je dobila vlogo v neki reklami. Takrat je pričela hoditi na razne avdicije za vloge v filmih in na televiziji. Njena igralska kariera se je pričela, ko je imela petnajst let in od takrat dalje se je nekaj časa šolala na šoli Orange County High School of the Arts, kasneje pa se je šolala doma s pomočjo mentorjev.

## Kariera

### 2003 - 2008: Serija filmovSrednješolski muzikal
Leta 2003 je Vanessa Hudgens zaigrala v neodvisnem dramskem filmu Trinajstletnici, kjer je zaigrala Noel, najboljšo prijateljico glavnega lika (Tracy, zaigrala jo je Evan Rachel Wood). Film je prejel veliko pohval s strani filmskih kritikov, prejel je nominacijo za zlati globus in iztržil je več kot 4 milijone $. Zatem je Vanessa Hudgens dobila vlogo Tintin v znanstveno-fantastični avanturi Thunderbirds (2004). Na žalost film ni bil uspešen, saj je zaslužil zelo malo denarja, preko interneta pa je ob izidu naletel na veliko kritik.
Pozno leta 2005 se je Vanessa Hudgens pojavila v televizijskih serijah Peterčki, Still Standing, Paglavca v hotelu, The Brothers García in Drake & Josh.
Pozno leta 2005 je Vanessa Hudgens dobila vlogo Gabrielle Montez v filmu Srednješolski muzikal poleg Zac Efron. Njen nastop ji je prislužil veliko nagrad in nominacij. Zaradi uspeha filma je BBC predvidel, da bo Vanessa Hudgens postala »velika zvezda« v Združenih državah Amerike.
Leta 2007 je Vanessa Hudgens ponovno odigrala vlogo Gabrielle Montez v nadaljevanju filma Srednješolski muzikal, Srednješolski muzikal 2. Virginia Heffernan iz revije TV Review je nastop Vanesse Hudgens opisala kot »mat«, saj naj bi »žarela kot pravi genij«.
Vanessa Hudgens je Gabriello Montez ponovno upodobila leta 2008, ko je zaigrala v filmu Srednješolski muzikal 3: Zadnji letnik. Za svoj nastop v tem filmu si je prislužila nagrado v kategoriji za »najljubšo filmsko igralko« na podelitvi nagrad Kids Choice Awards leta 2009.

### 2009 - danes: Po serijiSrednješolski muzikal
Po seriji filmov Srednješolski muzikal je Vanessa Hudgens povedala, da se v prihodnosti namerava osredotočiti na igranje in filme ter si »vzeti premor« od njene kariere kot samostojne glasbene izvajalke. Zaigrala je stransko vlogo v glasbeni komediji Bandslam, ki je v kinematografih izšla 14. avgusta leta 2009. Vanessa Hudgens igra »Sa5m«, čudaško petnajstletno učenko prvega letnika srednje šole z neodkritimi talenti. Kljub temu, da je bil film Bandslam komercialno neuspešen, je Vanessa Hudgens za svoj nastop s strani filmskih kritikov prejela veliko pohval. David Waddington iz revije North Wales Pioneer je napisal, da Vanessa Hudgens »izstopa od ostale igralske zasedbe, saj se ne more zliti skupaj z njimi in tako naredi konec neizogiben vse večjemu pričakovanju,« Philip French iz revije The Guardian pa jo je primerjal s Thandie Newton in Dorothy Parker.
Vanessa Hudgens je skupaj z mnogimi drugimi glasbeniki nastopila na 81. podelitvi nagrad Academy Awards. Vanessa Hudgens je kasneje svoj glas posodila enemu izmed likov televizijske serije Robot Chicken. Njeno sodelovanje prvi filmu Beastly, ki je temeljil na istoimenskem romanu Alexa Flinna, je bilo potrjeno zgodaj leta 2009. Zaigrala bo enega izmed glavnih junakov v filmu, Lindo Taylor, ki jo je sama opisala kot »lepotico« zgodbe, vendar ne na stereotipen način, saj ni taka, kot vsi menijo. Skupaj s soigralcem iz filma Beastly, Alexom Pettyferjem je bila Vanessa Hudgens prepoznana za eno izmed »Zvezd jutrišnjega dne« po mnenju revije ShoWest. Vanessa Hudgens je bila kasneje izbrana za igranje v akcijskem filmu Zacka Snyderja, Prikriti udarec - Beg pred resničnostjo, kjer je zaigrala Blondie, institucionalizirano dekle v azilu, ki bo izšel marca 2010.
Po več letih se je Vanessa Hudgens vrnila nazaj v gledališče, kjer je zaigrala Mimi v muzikalu Rent. Muzikal so igrali med 6. in 8. avgustom leta 2010 v Hollywood Bowlu. Njen nastop v tej gledališki igri je prejel negativne komentarje, vendar je režiser igre, Neil Patrick Harris, branil svojo odločitev za to, da je za vlogo izbral njo, z besedami: »Vanessa [Hudgens] je enkratna. Je prijateljica. Prosil sem jo, naj pride na avdicijo in nam nekaj zapoje, da bi se prepričal, da ima prave zarebrnice za to. In bila je zelo predana in zdela se mi je enkratna.«
Oktobra 2010 so oznanili, da bo Vanessa Hudgens poleg Dwaynea Johnsona in Josha Hutchersona zaigrala simpatijo lika Josha Hutchersona v nadaljevanju filma iz leta 2008, Potovanje v središče Zemlje. Film naj bi izšel leta 2011.

## Glasbena kariera
Vanessa Hudgens je podpisala pogodbo za snemanje glasbe z založbo Hollywood Records. Septembra 2006 je izdala svoj prvi glasbeni album, naslovljen kot V. Album se je uvrstil na štiriindvajseto mesto lestvice Billboard 200 ter 27. februarja 2007 prejel zlato certifikacijo. Njen prvi singl, »Come Back to Me«, je postal njen najuspešnejši singl na glasbenih lestvicah. Drugi singl iz albuma je nosil naslov »Say OK«. Bralci revije Billboard so album V označili za sedmi najboljši glasbeni album leta. Vanessa Hudgens je prejela nagrado v kategoriji za »preboj ženske leta« na podelitvi nagrad Teen Choice Awards leta 2007.
Vanessa Hudgens je jeseni leta 2006 nastopila tudi na turneji High School Musical: The Concert, ki je potekala v več državah. Nastopila je s pesmimi iz soundtracka filma Srednješolski muzikal ter s tremi pesmimi iz svojega prvega glasbenega albuma. Zapela je duet »Still There For Me« skupaj s Corbinom Bleuom za njegov prvi glasbeni album.
Decembra 2007 je skupaj z mnogimi drugimi glasbeniki zapela Georgeu Bushu, ki je bil takrat še predsednik Združenih držav Amerike, ter njegovi družini na božični prireditvi v muzeju National Building Museum v Washingtonu, D.C.
Njen drugi glasbeni album, Identified, ki je s strani glasbenih kritikov v glavnem prejel pozitivne ocene, je izšel 1. julija 2008 in takoj pristal na triindvajsetem mestu lestvice Billboard 200. Glavni singl albuma, »Sneakernight«, je zasedel oseminosemdeseto mesto na lestvici Billboard Hot 100 ter štiriindevetdeseto mesto na lestvici Australian Singles Chart. Prva samostojna turneja Vanesse Hudgens, Identified Summer Tour, se je pričela 1. avgusta 2008 in končala 9. septembra istega leta.

## Javna podoba in zasebno življenje
Vanessa Hudgens je visoka 1,60 m. Revija Us je napisala, da sta se Vanessa Hudgens in njen soigralec iz serije filmov Srednješolski muzikal, Zac Efron, »prvič spoznala leta 2005 na snemanju filma Srednješolski muzikal ter se zaljubila kakšni dve leti kasneje.« Zaradi kemije so ju postavili v isto skupino že na avdiciji za film Srednješolski muzikal. Par se je razšel decembra leta 2010.
Leta 2006 naj bi imela Vanessa Hudgens v lasti 2 milijona $ vredne uhane. Vanessa Hudgens je bila leta 2007 vključena na seznam »najbogatejših ljudi« revije Forbes, ki je bil objavljen na njihovi uradni spletni strani. Vključena je bila tudi na njihov seznam »najbolje plačanih mladih zvezd v Hollywoodu«. 12. decembra 2008 jo je revija Forbes uvrstila na dvajseto mesto njihovega seznama »najbolje plačanih ljudi pod tridesetim letom,« saj naj bi tistega leta zaslužila 3 milijone $. Uvrstila se je na dvainšestdeseto mesto lestvice »najprivlačnejših žensk na svetu« revije FHM leta 2008, leta 2009 pa se je povzpela na dvainštirideseto mesto. Vanessa Hudgens je bila vključena tudi na nekaj seznamov revije Maxim. V letih 2008 in 2009 se je uvrstila na seznam »100 najlepših ljudi na svetu« revije People.
Vanesso Hudgens zastopa agencija William Morris Agency. Vanessa Hudgens med drugim tudi promovira podjetje Neutrogena, leta 2008 pa je tudi sodelovala pri Sears kampanji ob »vrnitvi v šolo«. Bila je bila tudi govornica za izdelke podjetja Mark Ecko. Pozno leta 2009 je končala dveletno pogodbo s podjetjem Mark Ecko. Vanessa Hudgens tudi redno sodeluje na prostovoljnih dobrodelnih aktivnostih, vključno s tistimi za organizacije Best Buddies International, Lollipop Theater Network, St. Jude Children's Research Hospital in VH1 Save The Music Foundation. Je del albuma A Very Special Christmas Vol.7, ki je bil med drugim predvajan tudi na Olimijskih igrah. Vanessa Hudgens je del organizacije »Stand Up to Cancer (SU2C): Change The Odds« skupaj z drugimi mladimi Hollywoodskimi zvezdniki, kot so Zac Efron, Dakota Fanning, Kristen Bell in drugi.
6. septembra 2007 so preko spleta začele krožiti fotografije Vanesse Hudgens, na katerih je nekje pozirala v spodnjem perilu, drugod gola. Njen tiskovni predstavnik je v izjavi povedal, da so bile fotografije posnete privatno in da so se na internetu znašle po nesreči. Vanessa Hudgens se je kasneje tudi sama opravičila in dejala, da je »zaradi situacije zelo osramočena« in da obžaluje, da je »[te] fotografije sploh posnela«. Vanessa Hudgens je kasneje izdala izjavo, v kateri je dejala, da škandala v prihodnje ne namerava komentirati. Revija OK! je razmišljala o tem, da Vanessa Hudgens zaradi fotografij ne bo sodelovala pri filmu Srednješolski muzikal 3: Zadnji letnik. Podjetje The Walt Disney Company je zanikalo te govorice z besedami: »Vanessa se je opravičila za to, kar je očitno slaba presoja. Upamo samo, da se je iz tega kaj naučila.«
V avgustu 2009 so prek interneta ponovno pričele krožiti fotografije Vanesse Hudgens, na katerih je pozirala zgoraj brez. Tiskovni predstavniki Vanesse Hudgens fotografij niso komentirali, čeprav so njeni odvetniki zahtevali, da se fotografije umaknejo s spleta. Pozno leta 2009 je Vanessa Hudgens tožila spletno stran »www.moejackson.com« zaradi objave fotografij, na katerih je pozirala gola, ki jih je z mobilnim telefonom na domu »posnela sama«. Vanessa Hudgens je oktobra tistega leta opisala, kako so fotografije vplivale na njeno kariero, ko je povedala: »Ko me vprašajo, če bi se slekla v filmu, se jim, če rečem, da je to nekaj, pri čemur mi ni prijetno, zdi: 'Nakladaš, saj si to že naredila!' Če nič drugega, je vse skupaj še toliko bolj sramotno, ker je to zasebna stvar. Grozno je, da mi nekdo lahko naredi kaj takšnega. Ampak vsaj ljudje se lahko česa naučijo iz moje napake.«
Brian Schall je leta 2007 nazadnje tožil Vanesso Hudgens zaradi »kršenja pogodbe«; po mnenju Briana Schalla mu ni plačala dovolj za snemanje in pisanje pesmi. Brian Schall je trdil, da mu Vanessa Hudgens dolguje 150.000 $, saj ji je pomagal zaslužiti več kot 5 milijonov dolarjev v njeni karieri. Vanessa Hudgens je dejala, da je bila oktobra 2005, ko je z njim podpisala pogodbo, še mladoletna, saj je imela takrat samo šestnajst let. Vanessa Hudgens je vse obdožbe Briana Schalla nazadnje 9. oktobra 2008 zanikala. Njen odvetnik je na sodišču predložil dokumente, v katerih je citiral kalifornijski družinski zakon, ki »določa, da se manjšo pogodbo lahko takoj razveljavi, če jo podpiše mladoletna oseba (pod starostjo 18 let) ali kasneje v razumnem roku.« Leta 2008 je Vanesso Hudgens tožil Johnny Vieira, ki je trdil, da mu dolguje delež svojih predplačil za njegove avtorske honorarje in trgovanje s prihodki v zameno za njegove usluge kot usluge menedžerja. Johnny Vieira je Vanesso Hudgens obtožili, da je zapustila svojo skupino talentov takoj, ko je postala komercialno ime v obdobju slave filmov iz serije Srednješolski muzikal. Primer so začeli obravnavati maja leta 2009.

## Filmografija
| Filmi               | Filmi                                   | Filmi                                     | Filmi |
| Leto                | Naslov                                  | Vloga                                     | Opombe |
| ------------------- | --------------------------------------- | ----------------------------------------- | --- |
| 2003                | Trinajstletnici                         | Noel                                      | |
| 2004                | Thunderbirds                            | Tintin                                    | |
| 2008                | Srednješolski Muzikal 3: Zadnji letnik  | Gabriella Montez                          | |
| 2009                | Bandslam                                | Sa5m                                      | |
| 2011                | Beastly                                 | Linda Taylor                              | Končano |
| 2011                | Prikriti udarec - Beg pred resničnostjo | Blondie                                   | Post-produkcija |
| 2011                | Journey 2: The Mysterious Island        | Kailani                                   | Pre-produkcija |
| Televizijski filmi  |                                         |                                           | |
| Leto                | Naslov                                  | Vloga                                     | Kanal |
| 2006                | Srednješolski Muzikal                   | Gabriella Montez                          | Disney Channel |
| 2007                | Srednješolski Muzikal 2                 | Gabriella Montez                          | Disney Channel |
| Televizijske serije |                                         |                                           | |
| Leto                | Naslov                                  | Vloga                                     | Epizoda/e |
| 2002                | Still Standing                          | Tiffany                                   | »Still Rocking« (sezona 1, epizoda 4) |
| 2002                | Robbery Homicide Division               | Nicole                                    | »Had« (sezona 1, epizoda 10) |
| 2003                | The Brothers Garcia                     | Lindsay                                   | »New Tunes« (sezona 4, epizoda 37) |
| 2005                | Peterčki                                | Carmen                                    | »The Coconut Kapow« (sezona 1, epizoda 22) |
| 2006                | Drake and Josh                          | Rebecca                                   | »Little Sibling« (sezona 3, epizoda 13) |
| 2006                | Paglavca v hotelu                       | Corrie                                    | »Forever Plaid« (sezona 2, epizoda 6) »Not So Suite 16« (sezona 2, epizoda 10) »Neither a Borrower Nor a Speller Bee« (sezona 2, epizoda 12) »Kept Man« (sezona 2, epizoda 14) |
| 2009                | Robot Chicken                           | Lara Lor-Van / Butterbear / Erin Esurance | »Especially the Animal Keith Crofford« (sezona 4, epizoda 19) |

## Gledališče
- Rent - Mimi Marquez (Hollywood Bowl, 2010)[89]

## Diskografija

### Albumi
| Leto                                                                              | Detajli albuma                                                                                       | Dosežki na lestvicah    | Dosežki na lestvicah | Dosežki na lestvicah | Dosežki na lestvicah | Dosežki na lestvicah | Dosežki na lestvicah | Dosežki na lestvicah | Dosežki na lestvicah | Dosežki na lestvicah | Dosežki na lestvicah | Certifikacije                 |
| Leto                                                                              | Detajli albuma                                                                                       | Združene države Amerike | Irska                | Velika Britanija     | Francija             | Nemčija              | Evropa               | Švica                | Avstralija           | Avstrija             | Nova Zelandija       | Certifikacije                 |
| --------------------------------------------------------------------------------- | --- | ----------------------- | -------------------- | -------------------- | -------------------- | -------------------- | -------------------- | -------------------- | -------------------- | -------------------- | -------------------- | ----------------------------- |
| 2006                                                                              | V - 1. studijski album - Izdan: 26. september 2006 - Založba: Hollywood - Formats: CD, digitalno     | 24                      | 27                   | —                    | 59                   | —                    | —                    | —                    | —                    | —                    | 35                   | - US: Zlata - ARG: Platinasta |
| 2008                                                                              | Identified - 2. studijski album - Izdan: 1. julij 2008 - Založba: Hollywood - Formats: CD, digitalno | 23                      | 37                   | 46                   | —                    | 60                   | 94                   | 74                   | 115                  | 35                   | —                    |                               |
| »—« pomeni, da se na lestvico album ni uvrstil ali pa ni izšel na tistem območju. | |                         |                      |                      |                      |                      |                      |                      |                      |                      |                      |                               |

### Singli
| 2006                                                                               | »Come Back to Me« | 55 | —  | 12 | 58 | 6 | 17 | 36 | V          |
| 2007                                                                               | »Say OK«          | 61 | —  | —  | —  | — | —  | —  | V          |
| 2008                                                                               | »Sneakernight«    | 88 | 95 | —  | —  | — | —  | 94 | Identified |
| »—« pomeni, da se na lestvico pesem ni uvrstila ali pa ni izšla na tistem območju. |                   |    |    |    |    |   |    |    |            |

### KotGabriella Montez
Vanessa Hudgens je sledeče single izvedla kot Gabriella Montez na sountrackih filmov iz serije Srednješolski muzikal. Vse pesmi, razen »When There Was Me And You«, vključujejo tudi Zaca Efrona.
| 2006                                                                                 | »Breaking Free«              | 4   | 9  | —  | 46 | —  | —  | 13 | Srednješolski muzikal: Soundtrack   |
| 2006                                                                                 | »What I've Been Looking For« | 67  | —  | —  | —  | —  | —  | —  | Srednješolski muzikal: Soundtrack   |
| 2006                                                                                 | »When There Was Me and You«  | 72  | —  | —  | —  | —  | —  | —  | Srednješolski muzikal: Soundtrack   |
| 2007                                                                                 | »You Are the Music in Me«    | 31  | 98 | 75 | —  | —  | 54 | 86 | Srednješolski muzikal 2: Soundtrack |
| 2007                                                                                 | »Gotta Go My Own Way«        | 34  | 40 | 75 | —  | 54 | 67 | —  | Srednješolski muzikal 2: Soundtrack |
| 2007                                                                                 | »Everyday«                   | 65  | 59 | —  | —  | —  | —  | —  | Srednješolski muzikal 2: Soundtrack |
| 2008                                                                                 | »Right Here, Right Now«      | 113 | —  | —  | 92 | —  | —  | —  | Srednješolski muzikal 3: Soundtrack |
| 2008                                                                                 | »Can I Have This Dance«      | 98  | —  | —  | —  | —  | —  | 84 | Srednješolski muzikal 3: Soundtrack |
| »—« pomeni, da se na lestvico pesem ni uvrstila ali pa ni izšla na tistem območju. . |                              |     |    |    |    |    |    |    |                                     |

### Nesamostojni singli
- 2007: »Still There for Me« (skupaj s Corbinom Bleuom) iz albuma Another Side

### Ostale pomembnejše pesmi
| Leto | Naslov       | Dosežki na lestvicah | Album      |
| Leto | Naslov       | Japonska             | Album      |
| ---- | ------------ | -------------------- | ---------- |
| 2008 | »Identified« | 98                   | Identified |

### Ostali pojavi
| Leto | Pesem                                                                                          | Album                                              |
| ---- | ---------------------------------------------------------------------------------------------- | -------------------------------------------------- |
| 2006 | »We're All in This Together« (z igralsko zasedbo filma Srednješolski muzikal)                  | Srednješolski muzikal: Soundtrack                  |
| 2006 | »Stick to the Status Quo« (z igralsko zasedbo filma Srednješolski muzikal)                     | Srednješolski muzikal: Soundtrack                  |
| 2007 | »Colors of the Wind«                                                                           | Disneymania 5                                      |
| 2007 | »What Time is It?« (z igralsko zasedbo filma Srednješolski muzikal 2)                          | Srednješolski muzikal 2: Soundtrack                |
| 2007 | »Work This Out« (z igralsko zasedbo filma Srednješolski muzikal 2)                             | Srednješolski muzikal 2: Soundtrack                |
| 2007 | »All for One« (z igralsko zasedbo filma Srednješolski muzikal 2)                               | Srednješolski muzikal 2: Soundtrack                |
| 2008 | »High School Musical« (z igralsko zasedbo filma Srednješolski muzikal 3: Zadnji letnik)        | Srednješolski muzikal 3: Zadnji letnik: Soundtrack |
| 2008 | »Now or Never« (z igralsko zasedbo filma Srednješolski muzikal 3: Zadnji letnik)               | Srednješolski muzikal 3: Zadnji letnik: Soundtrack |
| 2008 | »Just Wanna Be with You« (skupaj z Olesyo Rulin, Lucasom Grabeelom in Zacom Efronom)           | Srednješolski muzikal 3: Zadnji letnik: Soundtrack |
| 2008 | »Senior Year Spring Musical« (z igralsko zasedbo filma Srednješolski muzikal 3: Zadnji letnik) | Srednješolski muzikal 3: Zadnji letnik: Soundtrack |
| 2009 | »Everything I Own«                                                                             | Bandslam: Soundtrack                               |
| 2009 | »Winter Wonderland«                                                                            | A Very Special Christmas 7                         |

### Videospoti
| Leto | Naslov            | Album      | Režiser         |
| ---- | ----------------- | ---------- | --------------- |
| 2006 | »Come Back to Me« | V          | Chris Applebaum |
| 2007 | »Say OK«          | V          | Darren Grant    |
| 2008 | »Sneakernight«    | Identified | Malcolm Jones   |

### Neizdane pesmi
- »She wants U back« (David Richards Norland, Shelly Peiken)[123]

## Nagrade in nominacije
| Leto | Nagrada                  | Kategorija | Osvojila? | Vir     |
| ---- | ------------------------ | --- | --------- | ------- |
| 2006 | Imagen Foundation Awards | »Najboljša igralka - Televizija«                                                                                | Ne        | [ 18 ]  |
| 2006 | Teen Choice Awards       | »Izbira televizijske kemije« (skupaj z Zacom Efronom)                                                           | Da        | [ 124 ] |
| 2007 | Teen Choice Awards       | »Izbira glasbe: Prebojni ustvarjalec - Ženski«                                                                  | Da        | [ 125 ] |
| 2007 | Young Artist Award       | »Najboljši nastop v televizijskem filmu, miniseriji ali specijalki (komedija ali drama) - Glavna mlada igralka« | Ne        | [ 19 ]  |
| 2008 | Teen Choice Awards       | »Izbira privlačne osebe«                                                                                        | Da        | [ 126 ] |
| 2009 | Kids Choice Awards       | »Najljubša filmska igralka«                                                                                     | Da        | [ 12 ]  |
| 2009 | MTV Movie Awards         | »Prebojni ženski nastop«                                                                                        | Ne        | [ 127 ] |
| 2009 | MTV Movie Awards         | »Najboljši poljub« (skupaj z Zacom Efronom)                                                                     | Ne        | [ 127 ] |
| 2009 | Teen Choice Awards       | »Izbira filmske igralke: Glasba/ples«                                                                           | Ne        | [ 128 ] |
| 2009 | Teen Choice Awards       | »Izbira filmske šminke« (skupaj z Zacom Efronom)                                                                | Ne        | [ 128 ] |
| 2009 | Teen Choice Awards       | »Izbira privlačne osebe«                                                                                        | Ne        | [ 128 ] |